# Supercoppa del Kosovo 2015
La 22ª edizione della Supercoppa del Kosovo si sarebbe dovuta svolgere nell'agosto 2015. Visto che il Feronikeli ha trionfato sia in Superliga e Futbollit të Kosovës 2014-2015, sia in coppa nazionale, il trofeo gli è stato assegnato d'ufficio.
Il Feronikeli ha conquistato il trofeo per la prima volta nella sua storia.